# Unsung Heroes
Unsung Heroes è il quinto album studio del gruppo folk metal finlandese degli Ensiferum, l'album è prodotto da Hiili Hiilesmaa ed è stato pubblicato il 27 agosto 2012.

## Tracce
1. Symbols – 1:51 (testo: Instrumental – musica: Petri Lindroos, Emmi Silvennoinen)
2. In My Sword I Trust – 5:20 (testo: Sami Hinkka, Kalevala – musica: Markus Toivonen)
3. Unsung Heroes – 5:54 (testo: Hinkka – musica: Toivonen)
4. Burning Leaves – 6:03 (testo: Hinkka – musica: Toivonen, Sami Hinkka, Lindroos)
5. Celestial Bond – 4:15 (testo: Hinkka – musica: Toivonen)
6. Retribution Shall Be Mine – 4:27 (testo: Hinkka – musica: Toivonen)
7. Star Queen (Celestial Bond Part II) – 5:55 (testo: Hinkka – musica: Toivonen, Hinkka)
8. Pohjola – 6:05 (testo: Hinkka, Markus Toivonen, Yrjö Koskinen – musica: Toivonen, Hinkka)
9. Last Breath – 4:29 (testo: Hinkka – musica: Hinkka)
10. Passion, Proof, Power – 17:00 (testo: Hinkka – musica: Toivonen, Hinkka)